# Begoña Callejón
Begoña Callejón (Almería, 1976) es una escritora española en lengua castellana. Ha cultivado la narrativa, el ensayo y la poesía, siendo autora de más de diez libros de este último género. Fue codirectora de la editorial Fin de Viaje.

## Trayectoria literaria
Begoña Callejón nació en Almería (España) en 1976. Se licenció en Psicología en la Universidad de Almería  y se trasladó en el año 2000 a Granada, ciudad donde actualmente reside y trabaja como psicóloga sanitaria. Su campo de estudio se centró, a nivel académico, en el trastorno límite de la personalidad y el trastorno bipolar.
En 1998 fue premiada con el Premio Carmen de Burgos en la modalidad de relato, si bien la mayoría de sus libros posteriores pertenecen al género de la poesía, siendo su primer trabajo Suicidio de libélulas (Celya, 2006), seguido por Extraña claridad (Devenir, 2007, finalista del premio Ausias March), Palabras para un cuerpo de ceniza (Ayuntamiento de Canals, 2007, premio Francesc Bru), Las putas toman sushi (Alea Blanca, 2009), Cenicienta en sangre (El Gaviero, 2010) y Locos de Altar, escrito en colaboración con Leopoldo María Panero y Rubén Martín (Alea Blanca, 2010). Ha sido colaboradora de la sección de cultura del diario La Voz de Almería e impartido talleres literarios en la Escuela de Escritores de Madrid.
En 2010 recibió la Beca Millenium para la Creación Artística en la residencia Alcalá del Júcar (Albacete) e inició junto a Ana Tapia el proyecto editorial Fin de Viaje, publicando a autores contemporáneos y traducciones de clásicos como Marcel Schwob, Franz Kafka o Renée Vivien. A partir de este año Callejón alternó una prolífica escritura de poesía (La camada feroz, Amargord, 2012; Los pájaros dibujaban en mis ojos, Huerga y Fierro, 2012; Cuando llegan las abejas, Diputación de Cádiz, 2012; El hospital de las muñecas, Vitruvio, 2015; Horas hermosas para teñirlas de rojo, La Garúa, 2015, y Fábula material, Bartleby, 2022) con otros géneros literarios: la nouvelle ilustrada Faula: la hora del vacío (Fin de Viaje, 2012), el ensayo Hijas de la melancolía. Mujeres que rompen su jaula (Verbum, 2018), la narración en prosa poética Hotel Útero (Esdrújula, 2018), el cuento infantil El robasábados (Babidi-bu, 2019) y la novela La era de los últimos propósitos (Loto Azul, 2024).
En 2017 fue invitada al International Poetry Festival de Sibiu; debido a esta participación una amplia selección de sus poemas se tradujo al inglés y al rumano. En 2018 obtuvo una beca por parte del proyecto Granada Ciudad de Literatura UNESCO, siendo la primera escritora granadina escogida para una residencia literaria en la ciudad portuguesa de Óbidos.

## Temática y estilo
Poesía
La obra poética de Begoña Callejón ha sido encuadrada por Remedios Sánchez dentro de lo que ella denomina ‘poesía divergente’ dentro de las corrientes literarias españolas del siglo XXI, «una poesía muy heterogénea que funciona al margen de las editoriales comerciales y que experimenta con los límites del lenguaje sin dejar de comprometerse con la realidad», creando «un personaje poemático que mira hacia adentro, hacia los miedos, hacia lo que nos aterroriza para nombrarlo como forma de conjurar los demonios sacándolos a la luz». Por su parte, el escritor y crítico Vicente Luis Mora menciona a Callejón entre las autoras contemporáneas que destacan por «el arrojo estilístico, semántico, subjetivo y estructural a la hora de encarar la experiencia literaria».
En sus primeros libros, como Suicidio de libélulas (2006), Extraña claridad (2007) o Cenicienta en sangre (2010), compuestos en su mayor parte como poemas en prosa, pueden apreciarse como núcleos temáticos la melancolía, las fantasías infantiles y el espacio onírico, donde se cruzan las alucinaciones, visiones de la infancia y pesadillas cuya singularidad reside en «la extraña unión de tonos opuestos, que aúna el horror y la quietud», en palabras de David Gondar, así como un erotismo violento y no convencional. La propia autora ha mencionado como principales influencias de esta etapa inicial a Virginia Woolf, Alejandra Pizarnik, Leopoldo María Panero (junto a quien escribe, en colaboración con Rubén Martín, el poemario Locos de Altar, 2010) y Sylvia Plath. El diálogo con esta poeta estadounidense se hace más explícito en Cuando llegan las abejas (2012), que ha sido analizado como ejemplo de “exopoesía” o “poesía aumentada” por su fusión de sujetos líricos mediante la intertextualidad.
El cuestionamiento del yo poético, alejándose del influjo de la poesía confesional norteamericana de sus inicios, se vuelve una constante en la trayectoria de Callejón a partir de este punto: en La camada feroz (2012) recorre las vidas de múltiples personajes históricos (Leni Riefenstahl, Nietzsche, Eva Braun, Hölderlin, entre muchos otros) para trazar una genealogía de la nación alemana, con el nacimiento del Tercer Reich como telón de fondo. En Horas hermosas para teñirlas de rojo (2015) la autora se basa en sus conocimientos de psicología para plasmar soliloquios de enfermos de diferentes patologías mentales, mientras que en El hospital de las muñecas, del mismo año, los poemas dan voz a juguetes imaginarios, con una estética que ha sido vinculada a las series de muñecos destruidos de la fotógrafa Cindy Sherman.
Este proceso de despersonalización literaria se extrema aún más en Fabula material (2022), donde los hablantes poéticos son plantas, insectos y animales marinos, experimentando con la puntuación y el ritmo y culminando con una visión de carácter apocalíptico. La autora ha mencionado repetidas veces como fuente de inspiración de este libro el cine de Béla Tarr.
Otros géneros
Faula: la hora del vacío (2012) es una novela corta o “relato ilustrado para adultos” que parte de una experiencia autobiográfica para adentrarse en la literatura fantástica, con ilustraciones de María Espejo.
Tanto el ensayo Hijas de la melancolía. Mujeres que rompen su jaula como la narración híbrida en prosa poética Hotel Útero, publicados ambos en 2018, comparten un trasfondo de investigación psicológica: el primero analiza las biografías de once artistas y escritoras suicidas (Camille Claudel, Diane Arbus, Alejandra Pizarnik, Virginia Woolf, Marga Gil, Karoline von Günderrode, Sylvia Plath, Sibilla Aleramo, Anne Sexton, Marina Tsvetáyeva, Violeta Parra), mientras que la narradora de Hotel Útero reflexiona poéticamente sobre la maternidad desde el punto de vista de una víctima de abusos de violencia obstétrica y psiquiátrica.
El cuento ilustrado El robasábados (2019) es la única incursión de su autora en la literatura infantil.
La primera novela de Begoña Callejón, La era de los últimos propósitos (2024), ha sido descrita por Ángel Olgoso como «insólita, contrapuntística, heterogénea y coherente al mismo tiempo» y toma como premisa la puesta en marcha de la hipotética montaña rusa letal conocida como Euthanasia Coaster.

## Obras
- Suicidio de libélulas, Salamanca, Celya, 2006. ISBN: 9788496482258
- Extraña claridad, Madrid, Devenir, 2007. ISBN: 9788496313576
- Palabras para un cuerpo de ceniza, Valencia, Emooby, 2007. ISBN: 9789898493026
- Las putas toman sushi, Granada, Alea Blanca, 2009. ISBN: 9788492710034
- Cenicienta en sangre, Almería, El Gaviero, 2010. ISBN: 9788493661755
- Locos de Altar (coautora junto a Leopoldo María Panero y Rubén Martín), Granada, Alea Blanca, 2010. ISBN: 9788492710256
- Los pájaros dibujaban en mis ojos, Madrid, Huerga y Fierro, 2012. ISBN: 9788483749807
- La camada feroz, Madrid, Amargord, 2012. ISBN: 9788415398233
- Cuando llegan las abejas, Cádiz, Diputación de Cádiz, 2012. ISBN: 9788492717415
- Faula: la hora del vacío, Granada, Fin de Viaje, 2012. ISBN: 9788493868031
- El hospital de las muñecas, Madrid, Vitruvio, 2015. ISBN: 9788494343612
- Horas hermosas para teñirlas de rojo, Barcelona, La Garúa, 2015. ISBN: 9788494317132
- Hotel Útero, Granada, Esdrújula, 2018. ISBN: 9788417042929
- Hijas de la melancolía. Mujeres que rompen su jaula, Madrid, Verbum, 2018. ISBN: 9788490746745
- El robasábados, Sevilla, Babidi-bu, 2019. ISBN: 9788417448578
- Fábula material, Madrid, Bartleby, 2022. ISBN: 9788412412963
- La era de los últimos propósitos, Valencia, Loto Azul, 2024. ISBN: 9788410162792

## Antologías y publicaciones colectivas
- Antología del beso: poesía última española, Málaga, Mitad Doble, 2009.
- Blanco Nuclear. Antología de poesía gay y lésbica última. Madrid, Sial, 2011.
- Mujeres que aman a mujeres, Madrid, Vitruvio, 2012.
- Hijas del pájaro de fuego, Granada, Fin de Viaje, 2012.
- Sangrantes (edición de Luna Miguel), Jerez, Origami, 2014.
- Todo es poesía en Granada. Panorama poético (2000-2015), Granada, Esdrújula Ediciones, 2015.
- Tribu versus Trilce, Karima, 2017.
- Voz vértebra. Antología de poesía futura, Barcelona, Kokoro Libros, 2017.
- Granada no se calla, Granada, Esdrújula, 2018.
- Árbol de Alejandra, Karima, 2019.
- Poesía bajo sospecha. Españolas nacidas entre 1976 y 1993, Barcelona, Animal Sospechoso, 2020.
- Versos al amor de la lumbre, Granada, Lumbre, 2020.
- De la nieve al trigo: antología de poesía granadina (1995-2019), Valencia, Calambur, 2020.
- Para decir amor sencillamente, Granada, Diputación Provincial de Granada, 2021.
- Simiente. Antología poética, Almería, Universidad de Almería, 2023.

## Otras disciplinas artísticas
Rubén Martín y Begoña Callejón son los responsables del proyecto de música electrónica Máquina Líquida, cercano al género del spoken word, con Anne Clark, Front 242 o Throbbing Gristle como influencias reconocidas. El dúo publicó el EP Alcasseriana (2016), incluido dentro del libro homónimo de la editorial Antipersona sobre los crímenes de Alcàsser.
Junto a Martín, el multinstrumentista Antonio Luis Guillén y la artista visual Rocío Lara, Begoña Callejón formó parte del proyecto multidisciplinar Estufa de Leña Contemporánea, que desde 2016 realizó actuaciones en Granada, Almería, Córdoba y Sevilla.

## Premios y distinciones
| Año  | Libro                             | Premio o distinción                            | Resultado |
| ---- | --------------------------------- | ---------------------------------------------- | --------- |
| 1998 |                                   | Primer Premio Carmen de Burgos                 | Ganadora  |
| 1998 |                                   | Premio Ciutat délx de microrrelatos            | Finalista |
| 2007 | Palabras para un cuerpo de ceniza | Premio Francesc Bru                            | Ganadora  |
| 2007 | Extraña claridad                  | Premio Ausiàs March de poesía                  | Finalista |
| 2012 | Los pájaros dibujaban en mis ojos | Premio Ausiàs March de poesía                  | Finalista |
| 2010 |                                   | Beca Millenium para la creación artística      |           |
| 2018 |                                   | Beca Granada Ciudad de Literatura de la UNESCO |           |